# Drametse Ngacham
O Drametse Ngacham (que significa "dança de máscara dos tambores de Drametse", nga significa "tambor" e cham significa "dança de máscara")  é uma dança sagrada realizada na vila de Drametse, no leste do Butão .  É realizada duas vezes por ano, durante o festival Drametse, que ocorre no quinto e  décimo meses do calendário butanês.  O festival é organizado pelo mosteiro de Ogyen Tegchok Namdroel Choeling em homenagem ao mestre budista do século 8, Padmasambhava,

## A Dança
Uma performance da dança apresenta dezesseis dançarinos mascarados e dez músicos. Os dançarinos usam mantos monásticos e máscaras de madeira com características de animais, reais e míticos.  Os músicos tocam pratos, trombetas e tambores, incluindo o bang nga, um grande tambor cilíndrico, o lag nga, um pequeno tambor circular de mão e o nga chen, um tambor batido com uma baqueta dobrada.  Eles primeiro executam uma dança de oração no templo de pedra, o santuário principal, antes de aparecerem um a um no pátio do mosteiro.  A dança tem duas partes: uma parte calma e contemplativa para representar as divindades pacíficas e uma parte rápida e atlética para as iradas.

## História
As apresentações da dança são realizadas há quase cinco séculos.  No final do século XIX, a dança começou a se espalhar para outras partes do Butão.   Hoje, está se aproximando a ser uma espécie de dança nacional para o país, representando a identidade da nação butanesa.  
A dança foi inscrita na lista representativa do patrimônio cultural imaterial da humanidade pela UNESCO em 2008, embora tenha sido proclamada originalmente em 2005.  A proclamação original observa "o número de praticantes está diminuindo devido à falta de tempo para o ensaio, a ausência de um mecanismo sistemático para treinar e homenagear os dançarinos e músicos e a diminuição gradual do interesse entre os jovens". 
O Instituto de Estudos de Idiomas e Cultura da Universidade Real do Butão coordenou e implementou um projeto para preservar e promover a dança.  O projeto foi financiado pelo japonês Funds-in-Trust para a Salvaguarda do Patrimônio Cultural Imaterial, através da UNESCO.   Envolveu o fortalecimento das capacidades de treinamento do mosteiro, compilando a documentação existente, gravando vídeos da dança, pesquisando sua história e atividades promocionais.  O resultado do projeto foi um livro sobre a dança escrito em inglês e Dzongkha e um filme que o acompanha.  